# محمد بازوم
محمد بازوم (عربی: محمد بازوم؛ زاده ۱ ژانویه ۱۹۶۰) سیاستمدار اهل نیجر است که به عنوان دهمین رئیس‌جمهور نیجر از سال ۲۰۲۱ تا ۲۰۲۳ خدمت کرد. او در آوریل ۲۰۲۱ پس از پیروزی در انتخابات ریاست‌جمهوری ۲۰۲۰ نیجر این سمت را بر عهده گرفت و در نهایت پس از یک کودتا در ژوئیه ۲۰۲۳ به رهبری عبدالرحمان تشیانی، توسط اعضای گارد ریاست‌جمهوری و نیروهای مسلح نیجر، از سمت خود برکنار شد.
او پیش از ریاست‌جمهوری، رئیس حزب دموکراسی و سوسیالیسم نیجر بود. همچنین، وی از ۱۹۹۵ تا ۱۹۹۶ و از ۲۰۱۱ تا ۲۰۱۶، به عنوان وزیر امور خارجه خدمت می‌کرد. برای مدت کوتاهی، او در سال ۲۰۱۶، وزیر امور خارجه شد و بعداً بین سال‌های ۲۰۱۶ تا زمان انتخابش به عنوان رئیس‌جمهور در سال ۲۰۲۰، به عنوان وزیر کشور منصوب شد. بازوم در دور دوم انتخابات ریاست‌جمهوری با کسب ۵۵٫۶۷ درصد آرا در برابر ماهامان عثمان، به ریاست‌جمهوری رسید.
بازوم، نخستین رئیس‌جمهور عرب نیجر در تاریخ این کشور است.